# 547-ма гренадерська дивізія (Третій Рейх)
547-ма гренадерська дивізія (Третій Рейх) (нім. 547. Grenadier-Division) — гренадерська піхотна дивізія Вермахту, що входила до складу німецьких сухопутних військ за часів Другої світової війни.

## Історія
547-ма гренадерська дивізія сформована 11 липня 1944 року в ході 29-ї хвилі мобілізації у V військовому окрузі, як «загороджувальна дивізія» (нім. Sperr-Division). З липня 1944 року билася на Східному фронті в західній Литві. 9 жовтня 1944 року переформована на 547-му фольксгренадерську дивізію.

## Райони бойових дій
- СРСР (північний напрямок) (липень — жовтень 1944)

## Командування

### Командири
- генерал-майор резерву, доктор Ернст Майнерс (нім. Ernst Meiners) (11 липня — 9 жовтня 1944)

### Підпорядкованість
| Час     | Корпус   | Армія | Група армій (округ) | Штаб     |
| ------- | -------- | ----- | ------------------- | -------- |
| 1944    |          |       |                     |          |
| серпень | XXVII ак | 4 А   | Група армій «Центр» | Калварія |

### Склад
| 1944                                     |
| ---------------------------------------- |
| 1091-й гренадерський полк                |
| 1092-й гренадерський полк                |
| 1093-й гренадерський полк                |
| 1547-й артилерійський полк               |
| 547-й протитанковий загін                |
| 547-ма фузилерна рота                    |
| 547-ма рота зв'язку                      |
| 547-ме дивізійне управління забезпечення |
| 547-й запасний батальйон                 |